# Johnny Dundee
Giuseppe Curreri, meglio noto come Johnny Dundee (Sciacca, 19 novembre 1893 – 22 aprile 1965), è stato un pugile statunitense.
La International Boxing Hall of Fame lo ha riconosciuto fra i più grandi pugili di ogni tempo.

## Gli inizi
Nato in Sicilia, emigrò nel 1898 negli Stati Uniti insieme con il padre, stabilendosi a New Orleans. Quando il padre si risposò con una donna statunitense, Curreri lasciò la famiglia e tentò la fortuna a New York. Divenne professionista nel 1910.

## La carriera
Campione del mondo dei pesi piuma dal 1922 al 1923.
Antagonista di Benny Leonard, che incontrò nove volte, di Lew Tendler, Johnny Kilbane, Eugène Criqui e di molti altri campioni dell'epoca.